# Lobsang Tsültrim Pälden
Lobsang Tsültrim Pälden (Tolung Ragkor, 1839 - ca. 1899/1900) was de Tibetaans geestelijke. Hij was een tweede tulku in de linie van Trijang rinpoches.
Hij ging voor opleiding naar het klooster Ganden en vervolgens naar het tantrische college Gyütö. In het laatste klooster werd hij later abt en vervolgens werd hij Sharpa Choje in Ganden Shartse.
Hierna besteeg hij de Gouden Troon van Ganden als vijfentachtigste Ganden tripa van 1896 tot ca. 1899/1900. Daarmee was hij hoofdabt van het klooster Ganden en hoogste geestelijke in de gelugtraditie in het Tibetaans boeddhisme.